# 255
| 255                |
| ------------------ |
| Dødsfald - Fødsler |
|                    |

| Gregoriansk kalender | 255 CCLV                |
| Ab urbe condita      | 1008                    |
| Armensk kalender     | I/T                     |
| Kinesiske kalender   | 2951 – 2952 甲戌 – 乙亥 |
| Etiopisk kalender    | 247 – 248               |
| Jødisk kalender      | 4015 – 4016             |
| Hindukalendere       |                         |
| - Vikram Samvat      | 310 – 311               |
| - Shaka Samvat       | 177 – 178               |
| - Kali Yuga          | 3356 – 3357             |
| Iransk kalender      | 367 BP – 366 BP         |
| Islamisk kalender    | 378 BH – 377 BH         |

Se også 255 (tal)